# Janet Lane-Claypon
Janet Lane-Claypon est une médecin britannique et l'une des figures fondatrices de l'épidémiologie née en 1877 dans le Lincolnshire et morte en 1967.

## Travaux
En 1912, elle publie Report to the Local Government Board upon the Available Data in Regard to the Value of Boiled Milk as a Food for Infants and Young Animals, une étude dans laquelle elle compare le développement des bébés nourris au sein et le développement des bébés nourris au lait de vache. Elle utilise notamment un test de Student, inventé en 1908 par William Gosset, pour conclure son étude. C'est aussi l'une des premières études de cohorte de l'histoire.
Son étude sur le cancer du sein, publiée en 1926, est l'une des premières études cas-témoins publiées mais c'est aussi l'une des premières études à établir un lien entre la probabilité d'avoir un cancer du sein et le nombre d'enfants, l'âge de la première grossesse et l'âge de la ménopause,.

## Publications
- (en) Report to the Local Government Board upon the available data in regard to the value of boiled milk as a food for infants and young animals, London, H.M.S.O., coll. « Reports to the Local Government Board on public health and medical subjects, new ser., no. 63 », 1912, 60 p. (OCLC 38958115, lire en ligne)
- (en) A further report on cancer of the breast, with special reference to its associated antecedent conditions, Londres, H.M.S.O., coll. « Reports on public health and medical subjects, 32. », 1926 (OCLC 14713036)